# مایکل آندری
مایکل آندری (انگلیسی: Michael Andrei؛ زادهٔ ۶ اوت ۱۹۸۵) یک بازیکن والیبال اهل آلمان عضو تیم ملی والیبال آلمان و باشگاه آنتورپ است.
مایکل به همراه تیم ملی آلمان به مدال برنز قهرمانی جهان ۲۰۱۴ رسید.